# Nerodimka
Nerodimka (albánsky Nerodimja, v srbské cyrilici Неродимка) je řeka v jižním Kosovu. Je dlouhá 41 kilometrů, její povodí má rozlohu 229 km² a její vody tečou do dvou moří; do Černého i Egejského. V blízkosti města Uroševac totiž bifurkuje (tj. dělí se na dva separátní toky. Zatímco jeden pokračuje dále na sever a je přítokem říčky Sitnica, resp. Ibaru, druhý je přítokem říčky Lepenac, resp. Vardaru.
Řeka má dva prameny, které vznikají v podhůří vrcholů Jezerska planina (Maja e Liqenit) a Nerodimky. Spolu se stékají u vesnice Gornje Nerodimlje. Poté řeka pokračuje dále na východ do rovinaté krajiny v blízkosti města Uroševac. Tam se dělí na dva směry; bifurkace řeky však nevznikla přírodní cestou, nýbrž je umělého původu. Během existence středověkého srbského státu bylo na říčce vybudováno umělé jezero, které později po úpadku císařství zpustlo a změnilo se v bažinu. Postupem času se z bažiny vytvořil nový tok vody směrem na sever k Sitnici. Roku 1321 je poprvé zaznamenána v Gračanické chartě. Po dlouhou dobu se věřilo, že je bifurkace přírodního původu; umělý původ rozdělení řeky na dva toky potvrdili Branislav Nušić a Jovan Cvijić. Místo, kde k bifurkaci dochází je od roku 1979 chráněno jako přírodní rezervace.
Jižní část řeky protékala až do 80. let 20. století přímo samotným městem Uroševac. V té době však tamní místní správa rozhodla o přeložení části řeky v délce 1,8 km pod zem, takže podchází město v současné době v betonovém potrubí. S Lepenacem se slévá mezi vesnicemi Grlica a Rakaj severně od Kačaniku.
Region jižně od města Uroševac, kde se řeka vlévá do Lepenace, je znám pod názvem Nerodimlje.